# Martin Jacob Premsela

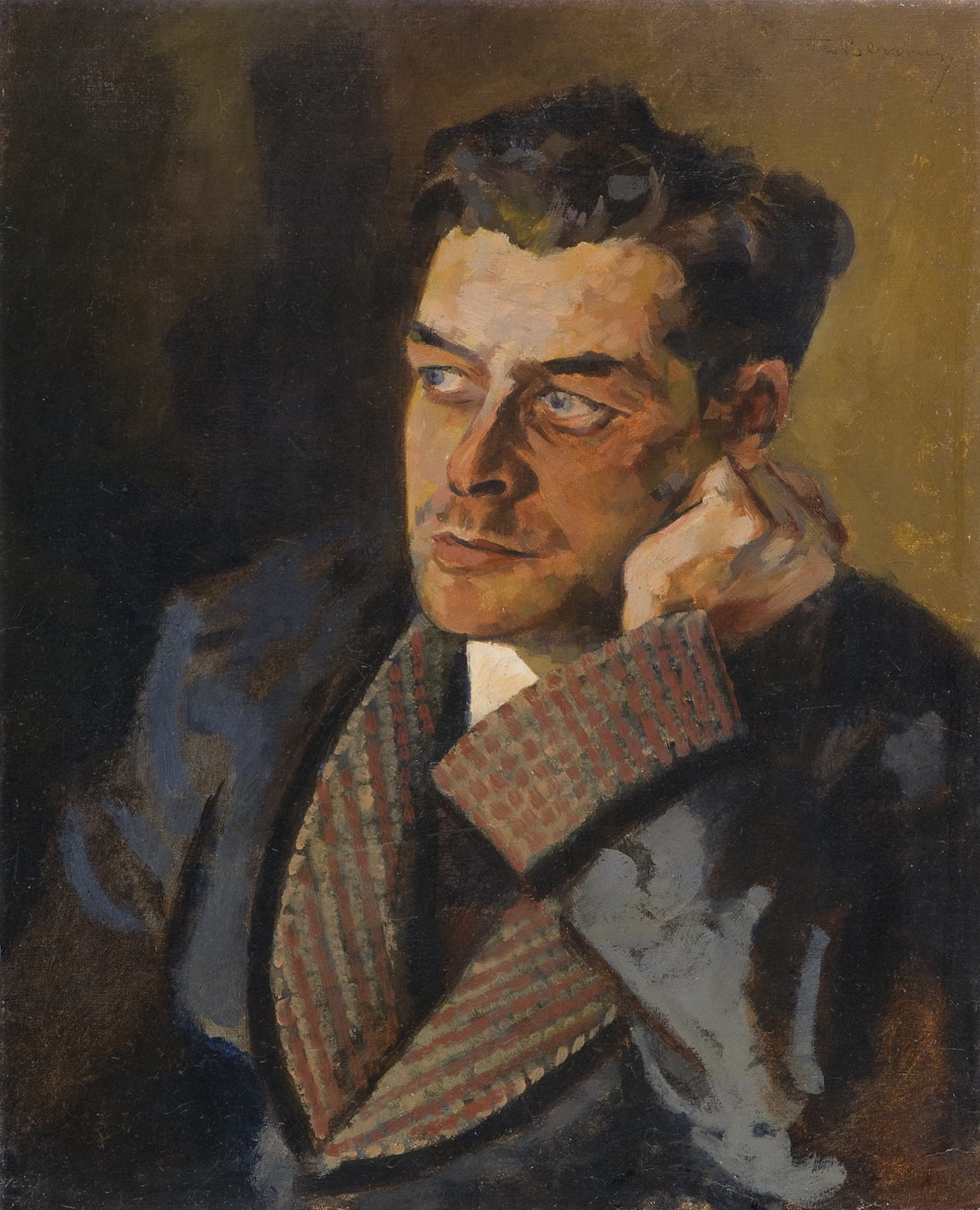
Martin J. Premsela

Martin Jacob Premsela (* 25. Januar 1896 in Amsterdam; † 27. Juli 1960 ebenda) war ein niederländischer Autor, Romanist und Übersetzer.

## Leben und Werk
Premsela wuchs in Antwerpen auf, kehrte jedoch 1914 zurück in die Niederlande. Er studierte in Amsterdam und Groningen und wurde  Gymnasiallehrer in Amsterdam. 1934 wurde er an der Universität Groningen promoviert mit der Arbeit Edmond Rostand (Amsterdam 1933). Er war langjähriger Herausgeber der Zeitschrift Het Fransche Boek und stand mit vielen französischen Autoren in Kontakt, denen er als Übersetzer diente.
Premsela schrieb eigene Dichtung und Prosa unter dem Pseudonym „Martin Permys“. Er war befreundet mit dem Autor und Italianisten Hermann van den Bergh (1897–1967).

## Werke
- (u. d. Namen Martin Permys) Antwerpsche Zondagen. Vertellingen, Amsterdam 1929
- (Hrsg. mit Jan Fransen) Prosateurs modernes. Anthologie des prosateurs français du XXe siècle, Groningen 1929
- (Übersetzer) François Mauriac, De onverlosbaren, Alkmaar 1932 (frz. Génitrix)
- Lectuurgids voor de moderne Franse letterkunde, Amsterdam 1936
- Hans a seize ans, Antwerpen 1937 (Vorwort von André Maurois)
- Souvenirs d' un ancien Anversois, Antwerpen 1938 (Einführung durch Camille Huysmans)
- (mit Jan Fransen) Het idioom op het examen Frans M.O. A., Amsterdam 1938, 1950
- (Hrsg.) Perles de la poésie française, 12. Auflage, Amsterdam 1948
- Ik vind frans zo'n mooie taal. Praatjes voor studerenden en leken, Leiden 1952
- Wandelingen in de Franse taaltuin, Leiden 1958
- Frans voor iedereen. Spraakkunst, Amsterdam 1961